# Monolog für einen Taxifahrer
Monolog für einen Taxifahrer ist ein im Auftrag des Fernsehens der DDR hergestellter Fernsehfilm der DEFA von Günter Stahnke aus dem Jahr 1962, der kurz vor der geplanten Ausstrahlung verboten wurde.

## Handlung
Die Handlung, die an einem Heiligabend spielt, ist aus den untenstehenden Ausführungen zu erkennen. Es geht um die Erlebnisse eines Taxifahrers, der eine junge hochschwangere Frau, die in einem Geschäft zusammengebrochen ist, in ein Krankenhaus fährt. Die Begegnungen bei der anschließende Suche nach dem zukünftigen Vater, damit er der werdenden Mutter ihre Sachen ins Krankenhaus bringen kann, zeigt dieser Film. Die DDR-Führung argumentierte zum Verbot des Films.
Kurt Hager, Mitglied des Politbüros der SED, auf der Beratung des Politbüros des Zentralkomitees und des Präsidiums des Ministerrates mit Schriftstellern und Künstlern, urteilte über den Film am 25. März 1963:

„Eine der wichtigsten Aufgaben unserer Literatur und Kunst besteht darin, den von echter Lebensfreude erfüllten Optimismus unserer sozialistischen Weltanschauung zu vermitteln. Unter diesem Gesichtspunkt nehmen wir Stellung zu der Fernsehoper ‚Fetzers Flucht‘ und dem Fernsehfilm ‚Monolog für einen Taxifahrer‘. Der Text beider Werke stammt von Günter Kunert, aber man muss bei ihrer Beurteilung auch die Rolle des Regisseurs und des Komponisten mit berücksichtigen. Beide Filme sind durchdrungen von einem tiefen, unserer sozialistischen Weltanschauung fremden Skeptizismus gegenüber dem Menschen und seiner Fähigkeit, die Welt und dabei sich selbst zu verändern. Im ‚Monolog für einen Taxifahrer‘ hilft ein Taxifahrer einem Mädchen, das kurz vor der Entbindung steht. Er bringt es ins Krankenhaus, nimmt aber keine Bezahlung dafür und versucht den ganzen Tag, den Vater des Kindes zu erreichen Dabei stößt er dauernd auf Hindernisse. Obwohl das Stück in der DDR spielt, ist der Mensch auf sich gestellt. Er erscheint außerhalb und ohne die Gesellschaft als ‚Mensch an sich‘. Die Beziehungen zwischen dem Taxifahrer und seiner Frau, die Beziehungen zu seinen Kollegen, die Beziehungen der in der Handlung auftretenden Personen sind durchweg verzerrt gestaltet.
Besonders in diesem Fernsehfilm zeigen sich eindeutig Tendenzen, die den Wert des Menschen und seine Würde in Frage stellen. Der Taxifahrer, der hier als der einfache Mensch aufzufassen ist, hat ständig pessimistische und nihilistische Gedanken, die weder durch die Handlung noch durch Gedanken anderer Menschen aufgehoben und widerlegt werden. Als der Taxifahrer Streit mit einem Fahrgast bekommt, der ihn melden will, denkt der Taxifahrer:
‚Melde. Mensch, immer melde. Ein Volk von verhinderten und nicht verhinderten Polizisten, das sind wir und sind wir schon immer gewesen. Heil uns‘
 An einer anderen Stelle denkt der Taxifahrer: ‚Was machst du hier, Taxifahrer, Normalverbraucher, Durchschnittsmensch, Durchschnittsniete, Durchschnittsversager? Warum kriechst du nicht unter deinen Weihnachtsbaum, an den warmen Ofen, ins tröstende Bett? Warum kümmerst du dich um die, die sich um dich nicht kümmern?‘ Die Diskreditierung und Verfälschung unserer Gesellschaft wird dadurch verstärkt, dass, wie bereits gesagt, der Taxifahrer — ‚der Held‘ — bei seinem Versuch, einem anderen Menschen zu helfen, immer auf Unverständnis, Widerstand und Feindschaft stößt. Der Taxifahrer steht im Gegensatz zu seiner Zeit die ihm ‚Fesseln‘ anlegt. Genau heißt es an dieser Stelle folgendermaßen: ‚Schluss jetzt mit der selbstmörderischen Anständigkeit. Mit der Einsicht in immer neue Notwendigkeiten, die keine sind. Rücksicht, Einsicht, Vorsicht, Nachsicht: alles Fesseln, Ketten, die ‚süßer nie klingen‘, Ketten wie Schlangen, ziehen sich immer enger zusammen und pressen einem das Leben aus dem Leib. Schluß damit Mach dich frei. Sag nein. Nein, Nein!‘
Die Normen des Lebens in der sozialistischen Gesellschaft – Anständigkeit Rücksichtnahme, gegenseitige Hilfe, Kameradschaft usw. – die von einer immer größeren Zahl werktätiger Menschen als ihre sittlichen Normen anerkannt und erstrebt werden, werden somit diskreditiert. Der Mensch wird aufgefordert gegen diese Fesseln der ‚selbstmörderischen Anständigkeit‘, der Einsicht in die Notwendigkeit, der Rücksichtnahme auf andere Menschen zu rebellieren. Er soll sich also von allen sittlichen Regeln des Zusammenlebens in der sozialistischen Gesellschaft befreien. Wollte Kunert damit sagen, dass es notwendig ist, zu der auf Egoismus und Konkurrenzkampf beruhenden Moral der Ausbeutergesellschaft zurückzukehren? Wir können es nur als beleidigende, intellektuelle Überheblichkeit gegenüber den arbeitenden Menschen unserer Republik ansehen, wenn von ihnen als einem ‚Volk von verhinderten und nicht verhinderten Polizisten‘ als ‚Normalverbrauchern, Durchschnittsmenschen. Durchschnittsnieten, Durchschnittsversagern‘ gesprochen wird. In Inhalt und Form widersprechen beide Werke den Grundforderungen an die Kunst des sozialistischen Realismus. Statt sozialistischer Parteilichkeit für unsere Republik und ihre Menschen finden wir skeptische Distanzierung, Verachtung der Arbeit und des .Kampfes der arbeitenden Menschen. Statt der Wahrheit und Schönheit unseres Lebens mit allen seinen Konflikten finden wir das entstellte primitive. schematische Bild eines Lebens ohne Wärme, ohne menschliche Größe. Unter dem Vorwand, menschliche Probleme aus unserem Alltag aufzugreifen, wird besonders im ‚Monolog für einen Taxifahrer‘ der sozialistischen Gemeinschaft der Kult des Einzelgängertums, wird dem optimistischen Lebensgefühl des sozialistischen Menschen die existentialistische Philosophie der Hoffnungslosigkeit entgegengestellt.
Wort Musik und Bild wirken zusammen, um dem Zuhörer eine harte, lieblose, düstere, im Schatten der Atombombe stehende Welt optisch und akustisch einzuhämmern, in der die Menschen, jeder Individualität beraubt, wie Figuren aus einem Panoptikum agieren.“

## Produktion
Obwohl der Sendetermin 23. Dezember 1962 bereits in den Zeitungen veröffentlicht war, wurde der Film doch noch kurzfristig verboten und konnte erst am 26. April 1990 im DDR-Fernsehen gezeigt werden.
Die Außenaufnahmen in Berlin erfolgten am Alexanderplatz, am Frankfurter Tor, am Wasserturm Prenzlauer Berg, an der Warschauer Straße, der Gertraudenbrücke, der Friedrichstraße mit dem Tränenpalast, der Auguststraße, der Tucholskystraße, der Kleinen Auguststraße, der Treskowbrücke und dem St. Hedwig-Krankenhaus.
Die Musik wurde gespielt von dem Quintett 61, dem Vorgänger des späteren Klaus Lenz Sextetts.

## Kritik
„Kunert bekannte sich in der dramatischen Strukturierung zum medienspezifischen Erzählen in der Fernsehkunst, zur streng gewahrten Erzählperspektive. Stahnke und Kameramann Werner Bergmann folgten ihm durch die Wahl extremer Sichtwinkel in der filmischen Gestaltung. Die Alltagsgeschichte wurde so aus ihrer Alltäglichkeit herausgelöst, verfremdet und zum Exempel erhoben.“